# Teresa Bellanova

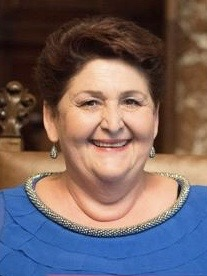

Teresa Bellanova (Ceglie Messapica, 17 augustus 1958) is een Italiaans politica en vakbondsvrouw.
Ze was lid van de Kamer van Afgevaardigden tijdens verschillende kabinetsperiodes, van 28 april 2006 tot 22 maart 2018 en senator van 23 maart 2018 tot in elk geval 2020. Op 28 februari 2014 werd zij benoemd tot staatssecretaris van Arbeid in het kabinet-Renzi, en later, op 29 januari 2016, tot onderminister van Economische Ontwikkeling. Op 5 september 2019 werd ze minister van Landbouw-, Voedsel- en Bosbeleid in het kabinet-Conte II.

## Biografie
Geboren in 1958 in Ceglie Messapica in Apulië, stopt ze na het behalen van haar MBO-diploma met studeren om op het land te gaan werken. Al op zeer jonge leeftijd werd ze lid van de werknemersvakbonden van de landarbeiders en zette zij zich in tegen de gesel van de ‘caporalato’, een systeem van rekrutering van illegale landarbeiders. In 1988 werd ze provinciaal secretaris van de FLAI CGIL (vakbondsfederatie voor werknemers in de agrarische sector) en in 1996 van de FILTEA CGIL (vakbondsfederatie voor werknemers in de textiel-, kleding- en schoenensector). In 2006 werd ze voor het eerst lid van de Kamer van Afgevaardigden voor de Italiaanse partij L'Ulivo en in 2016 werd ze onderminister van Economische Ontwikkeling in de regeringen Renzi en Gentiloni.

## Werkzaamheden voor de vakbond
In 1988 werd zij benoemd tot provinciaal secretaris-generaal van de FLAI (vakbondsfederatie voor werknemers in de agrarische sector) in de provincie Lecce. In 1996 werd zij secretaris-generaal van FILTEA (vakbondsfederatie voor werknemers in de textiel-, kleding- en schoenensector), een functie die zij heeft bekleed tot 2000. In dat jaar ging zij deel uitmaken van het Nationaal Secretariaat van FILTEA, dat verantwoordelijk was voor het beleid voor de Mezzogiorno (het Zuiden), het industriebeleid, de arbeidsmarkt, de onderaanneming en de beroepsopleiding.

## Politieke loopbaan
In 2005 werd ze gekozen tot lid van de Consiglio Nazionale dei Democratici di Sinistra (de Nationale Raad van Links-Democraten) en op 22 april 2006 werd ze voor het eerst gekozen in de Kamer van Afgevaardigden, op de lijst van de Italiaanse partij de L’Ulivo in het district Apulië. Na haar deelname aan de oprichting van de Italiaanse sociaaldemocratische Partito Democratico (PD) werd zij in 2008 voor de tweede keer gekozen in de Kamer van Afgevaardigden. Sinds 21 mei 2008 is zij lid van de 11de Commissie Publieke en Private werken.
Ze wordt in 2013 opnieuw gekozen in de Kamer van Afgevaardigden, waar zij secretaris is van de PD-Fractie. Op 28 februari 2014 werd zij benoemd tot staatssecretaris van Arbeid in de regering Renzi. Op 29 januari 2016 werd zij benoemd tot viceminister van Economische Ontwikkeling, een functie die zij zowel in de regering Renzi als in de regering Gentiloni heeft bekleed.
Teresa Bellanova werd door de RSU van Almaviva, de vakbondsvertegenwoordiging voor de metaalindustrie, bekritiseerd voor haar rol in het Almaviva-conflict en werd uiteindelijk in juni 2017 aangeklaagd voor poging tot afpersing omdat zij probeerde de werknemers te overtuigen de overeenkomst te ondertekenen die voorzag in 1666 ontslagen. De strafrechtelijke klacht tegen Bellanova is in 2020 nog steeds aanhangig, maar vanaf september 2019 is er geen vooruitgang meer geboekt in de procedure.
Tijdens de Italiaanse algemene verkiezingen van 2018, nadat ze verloren had in het uninominale college van Nardò, waar ze 17,36 procent van de stemmen kreeg, werd ze gekozen tot senator van de Partito Democratico in het kiesdistrict Emilia-Romagna volgens het systeem van evenredige vertegenwoordiging.
Op 4 september 2019 werd haar benoeming tot minister van Landbouw-, Voedsel- en Bosbeleid in de regering Conte II bekendgemaakt. Zij is beëdigd op 5 september 2019.
Op 17 september 2019 sloot ze zich aan bij de politieke partij Italia Viva en werd ze benoemd tot hoofd van de delegatie in de regering.
Sinds januari 2020 heeft ze een blog op de website van Il Riformista.
In mei 2020 heeft zij, nadat ze had gedreigd haar ministerschap neer te leggen, in het zogenaamde ‘herlanceringsdecreet’ van 14 mei 2020 een artikel laten opnemen dat voorziet in de legalisering van werknemers die reeds op Italiaans grondgebied aanwezig zijn (dit kan ook door werkgevers worden aangevraagd). Daarnaast voorziet het herlanceringsdecreet ook in de mogelijkheid tot de afgifte van een tijdelijke verblijfsvergunning. Deze verblijfsvergunning wordt afgegeven voor zes maanden en is alleen in Italië geldig, voor degenen die reeds een arbeidsovereenkomst in specifieke sectoren hebben gehad zoals in de landbouw, veeteelt, persoonlijke verzorging en huishoudelijke hulp. Daarmee zou het mogelijk worden dat 600.000 illegaal in Italië verblijvende migranten verblijfspapieren krijgen.

## Privé
Ze is getrouwd met een Marokkaanse tolk die ze in Casablanca heeft ontmoet tijdens een reis met FLAI CGIL, die gewijd was aan besprekingen over agrovoedingsmiddelen. In 1991 werd ze de moeder van een zoon.